# Liste der Fahnenträger der laotischen Mannschaften bei Olympischen Spielen
Die Liste der Fahnenträger der laotischen Mannschaften bei Olympischen Spielen listet chronologisch alle Fahnenträger laotischer Mannschaften bei den Eröffnungsfeiern Olympischer Spiele auf.

## Liste der Fahnenträger
| Mannschaft             | Veranstaltung | Fahnenträger (EF)       | Fahnenträger (AF)           |
| ---------------------- | ------------- | ----------------------- | --------------------------- |
| 1980 in Moskau         | Sommerspiele  | Panh Khemanith          |                             |
| 1988 in Seoul          | Sommerspiele  | Sitthixay Sacpraseuth   |                             |
| 1992 in Barcelona      | Sommerspiele  | Khamsavath Vilayphone   |                             |
| 1996 in Atlanta        | Sommerspiele  | Thongdy Amnouayphone    |                             |
| 2000 in Sydney         | Sommerspiele  | Sisomphone Vongpharkdy  |                             |
| 2004 in Athen          | Sommerspiele  | Chaleunsouk Oudomphanh  | Chaleunsouk Oudomphanh      |
| 2008 in Peking         | Sommerspiele  | Souksavanh Tonsacktheva | Volunteer                   |
| 2012 in London         | Sommerspiele  | Kilakone Siphonexay     | Kilakone Siphonexay         |
| 2016 in Rio de Janeiro | Sommerspiele  | Xaysa Anousone          | Xaysa Anousone              |
| 2020 in Tokio          | Sommerspiele  | Silina Pha Aphay        | Siri Arun Budcharern        |
| 2020 in Tokio          | Sommerspiele  | Santisouk Inthavong     | Siri Arun Budcharern        |
| 2024 in Paris          | Sommerspiele  | Silina Pha Aphay        | Praewa Misato Philaphandeth |
| 2024 in Paris          | Sommerspiele  | Steven Insixiengmay     | Praewa Misato Philaphandeth |

Anmerkung: (EF) = Eröffnungsfeier, (AF) = Abschlussfeier

## Statistik
| Rang    | Sportart                   | EF | AF | ∑  |
| ------- | -------------------------- | -- | -- | -- |
| 1       | Leichtathletik             | 10 | 3  | 13 |
| 2       | Schwimmen                  | 2  | 1  | 3  |
| 3       | Boxen                      | 1  | 0  | 1  |
| 3       | Rhythmische Sportgymnastik | 0  | 1  | 1  |
| 3       | Volunteer                  | 0  | 1  | 1  |
| Gesamt: | Gesamt:                    | 13 | 6  | 19 |

| Rang                   | Sportart | EF | AF | ∑ |
| ---------------------- | -------- | -- | -- | - |
| bisher keine Teilnahme |          |    |    |   |
| Gesamt:                | Gesamt:  | 0  | 0  | 0 |

| Rang    | Sportart                   | EF | AF | ∑  |
| ------- | -------------------------- | -- | -- | -- |
| 1       | Leichtathletik             | 10 | 3  | 13 |
| 2       | Schwimmen                  | 2  | 1  | 3  |
| 3       | Boxen                      | 1  | 0  | 1  |
| 3       | Rhythmische Sportgymnastik | 0  | 1  | 1  |
| 3       | Volunteer                  | 0  | 1  | 1  |
| Gesamt: | Gesamt:                    | 13 | 6  | 19 |